# Grenada ved sommer-OL 2016
Grenada deltog ved Sommer-OL 2016 i Rio de Janeiro som blev arrangeret i perioden 5. august til 21. august 2016. Dette var landets niende deltagelse i sommer-OL. 

## Medaljer
| 2016 Rio de Janeiro | Guld | Sølv | Bronze | Totalt |
| Grenada             | 0    | 1    | 0      | 1      |

### Medaljevinderne
| Grenada under sommer-OL 2016 i Rio de Janeiro | Grenada under sommer-OL 2016 i Rio de Janeiro | Grenada under sommer-OL 2016 i Rio de Janeiro | Grenada under sommer-OL 2016 i Rio de Janeiro | Grenada under sommer-OL 2016 i Rio de Janeiro |
| Medalje                                       | Navn                                          | Sport                                         | Event                                         | Dato                                          |
| --------------------------------------------- | --------------------------------------------- | --------------------------------------------- | --------------------------------------------- | --------------------------------------------- |
| Sølv                                          | Kirani James                                  | Atletik                                       | Mændenes 400 m                                | 14. august                                    |

## Svømning

### Resultater
| Dato      | Disciplin       | H/D    | Udøver            | Indledende heat | Indledende heat | Semifinale          | Semifinale          | Finale              | Finale              |
| Dato      | Disciplin       | H/D    | Udøver            | Tid             | Placering       | Tid                 | Placering           | Tid                 | Placering           |
| --------- | --------------- | ------ | ----------------- | --------------- | --------------- | ------------------- | ------------------- | ------------------- | ------------------- |
| 6. august | 100 m butterfly | Damer  | Oreoluwa Cherebin | 1:10,40         | 42              | ude af konkurrencen | ude af konkurrencen | ude af konkurrencen | ude af konkurrencen |
| 6. august | 100 m bryst     | Herrer | Corey Ollivierre  | 1:08,68         | 46              | ude af konkurrencen | ude af konkurrencen | ude af konkurrencen | ude af konkurrencen |